# 巴赫托伯爾格拉本河 (謝夫利巴赫河支流)
47°23′30″N 8°24′59″E / 47.39166°N 8.41626°E

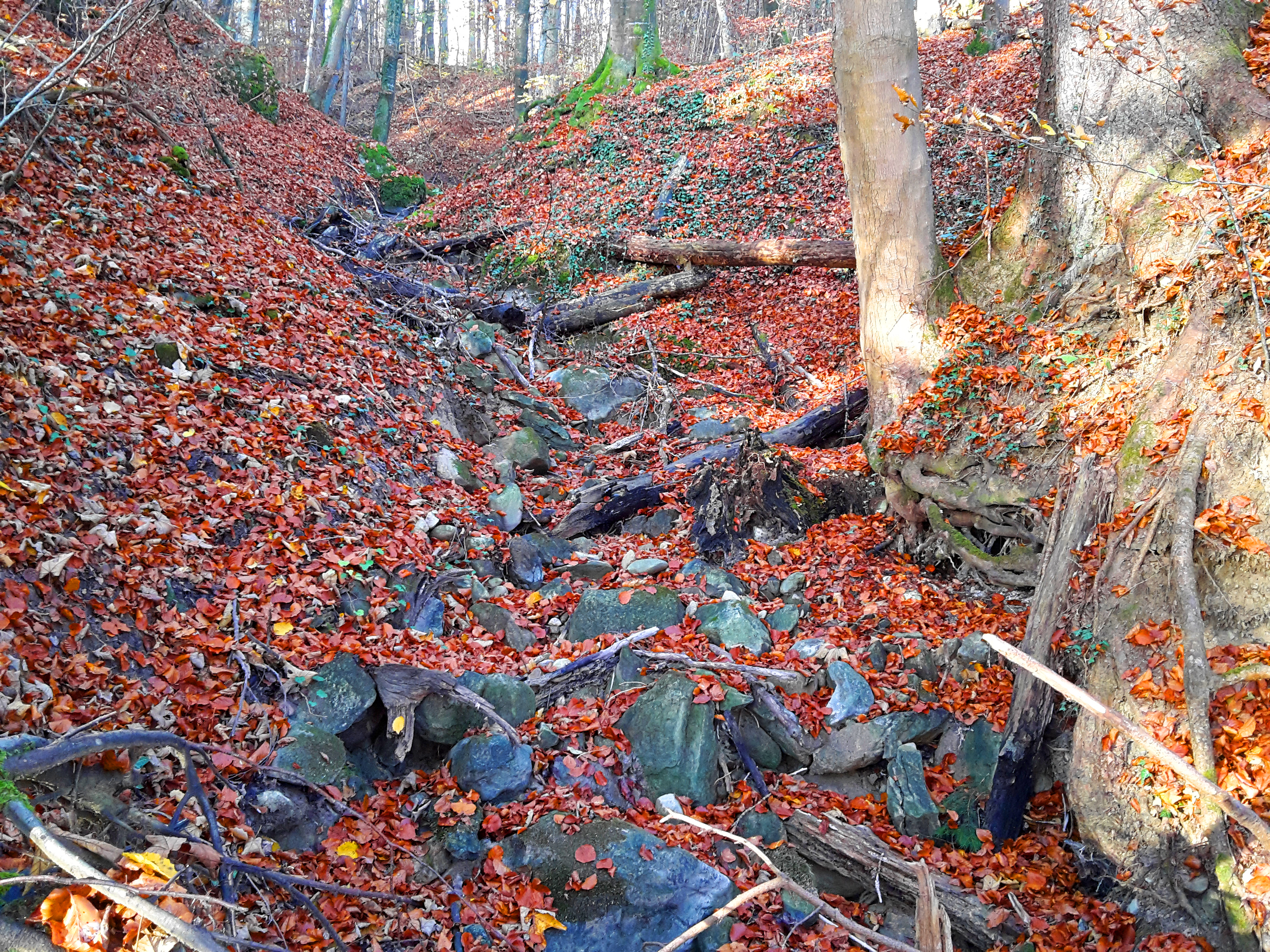

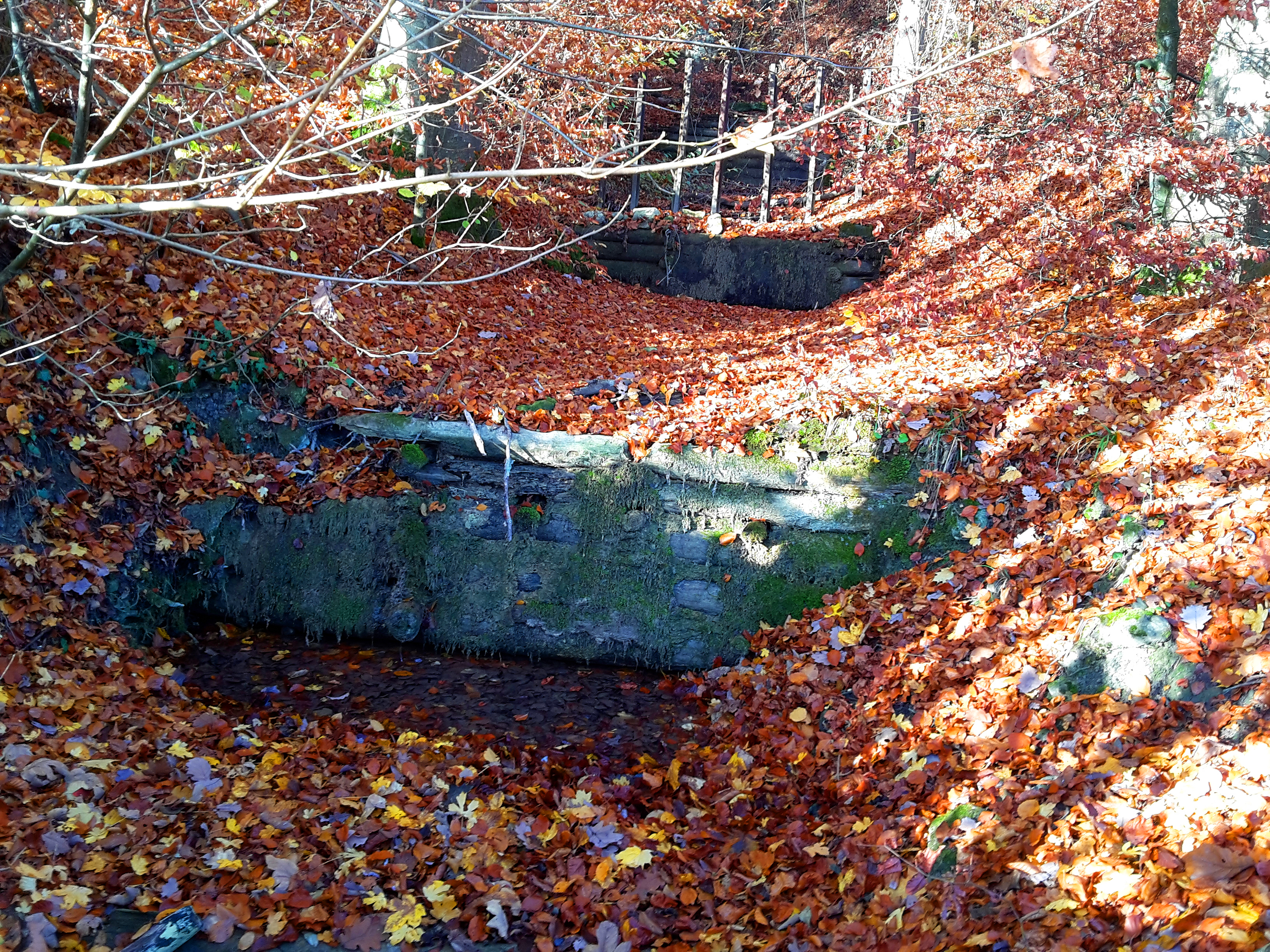

巴赫托伯爾格拉本河是瑞士的河流，位於該國北部，流經蘇黎世州，屬於謝夫利巴赫河的左支流，河道全長2.3公里，流域面積1.4平方公里，發源自霍內雷特山東坡。